# 角色扮演餐廳
角色扮演餐廳（日語： Kosupure-kei inshokuten）是一種主題餐廳，其發源於日本東京秋葉原，最早的一個開辦於1999年。此種餐廳的下屬分類有女僕咖啡廳和執事咖啡廳。這種餐廳因符合日本御宅族文化而濫觴於日本。与正常咖啡馆的服务相比，角色扮演咖啡馆的服务試圖创造出一种相当不同的氛围：在這種餐廳裏的服務人員身着維多利亞時期的女僕服裝或者是執事服裝，並將顧客視爲主人（至少在稱呼上）而不是單純的顧客。